# São Miguel dos Milagres
São Miguel dos Milagres est une municipalité brésilienne dans l'État de l'Alagoas.